# Костелка, Мирослав
Мирослав Костелка (чеш. Miroslav Kostelka; род. 31 января 1951, Франтишкови-Лазне) — министр обороны Чешской Республики с 2003 по 2004 годы в правительстве Владимира Шпидлы, позже посол Чешской Республики в России.
В 1969—1974 годах закончил Военную академию в Брно, там же закончил в 1986—1987 аспирантуру. Между 1996 и 1997 окончил колледж обороны НАТО в Риме.
Служба в армии: командир батальона, заместитель командующего ПВО по тылу (1982—1987), заместитель командующего ВВС и ПВО (1987—1992), начальник штаба тыла (1992—1993), инспектор логистики. Между 1998—2002 служил в качестве военного атташе в посольстве Чехии в Канаде. В феврале 2002 был назначен на должность заместителя начальника Генерального штаба. 1 мая 2003 года был назначен первым заместителем министра обороны. С сентября 2003 до августа 2004 занимал пост министра обороны.
Говорит на русском и английском языках. Жена — Яна, в семье трое детей: дочери Хана и Андреа и сын Петр.